# Madeleine D'Engremont
Madeleine D'Engremont, coniugata Vaillant (Argenteuil, 25 gennaio 1949), è un'ex cestista francese.

## Carriera
Con la Francia ha disputato due edizioni dei Campionati europei (1968, 1970).